# Blotiella currorii
Blotiella currorii là một loài thực vật có mạch trong họ Dennstaedtiaceae. Loài này được (Hook.) A.F. Tryon miêu tả khoa học đầu tiên năm 1962.